# Saint-Gence
Saint-Gence è un comune francese di 2 030 abitanti situato nel dipartimento dell'Alta Vienne nella regione della Nuova Aquitania.

## Società

### Evoluzione demografica
Abitanti censiti